# Баулери (Торино)
Баулери је насеље у Италији у округу Торино, региону Пијемонт.
Према процени из 2011. у насељу је живело 38 становника. Насеље се налази на надморској висини од 315 м.